# Szent Konon
Szent Konon (Názáret, 2. század második fele v. 3. század eleje, július 2. vagy július 3. – Pamphülia, 251 körül március 6.) szentként tisztelt ókori vértanú, kertész.

## Élete
Szent Konon életéről nem sok információ maradt fenn. Vértanúsága szerepel a Martyrologium Hieronymianum-ban, mely a korai egyház vértanúit sorolja fel. Ez alapján Názáretből származik, rokonságban állt Jézussal. Jámbor és szilárd jellemű keresztény volt. Kertészként dolgozott Panfiliában. A Decius római császár nevéhez köthető keresztényüldözés során végezték ki. 
Egy császári helytartó, Publius elfogadta, majd többször is megkínozta. Mint öreg ember futnia kellett lóhoz kötözve, majd szögeket vertek az ízületeibe, ezután ezután átszegezett lábakkal futnia kellett a kocsija előtt, miközben ostorral ütötték. 
Amikor a helytartó kérdezte, összeszedetten és bölcsen válaszolt. Halála még a kemény szívű helytartót is meghatotta és elgondolkodtatta, s a hagyomány szerint ezért abban a városban nem is folytatta a keresztények üldözését. 

## Fordítás
- Ez a szócikk részben vagy egészben  a   Conone l'ortolano című olasz Wikipédia-szócikk fordításán alapul.  Az eredeti cikk szerkesztőit annak laptörténete sorolja fel. Ez a jelzés csupán a megfogalmazás eredetét és a szerzői jogokat jelzi, nem szolgál a cikkben szereplő információk forrásmegjelöléseként.